# جون بي. دونيلي
جون بي. دونيلي هو سياسي أمريكي، ولد في 24 يوليو 1886، وتوفي في 4 مايو 1949. انتخب عضو جمعية ولاية ويسكونسن ‏.